# Łukawka (województwo lubelskie)
Łukawka – wieś w Polsce położona w województwie lubelskim, w powiecie puławskim, w gminie Baranów.
W latach 1975–1998 miejscowość należała administracyjnie do ówczesnego województwa lubelskiego.
We wsi znajduje się mogiła zbiorowa powstańców 1863 r., najprawdopodobniej uczestników bitwy pod Żyrzynem.
Wieś stanowi sołectwo gminy Baranów. Według Narodowego Spisu Powszechnego z roku 2011 wieś liczyła 205 mieszkańców.